# Рейтинговое агентство
Рейтинговое агентство (также кредитное рейтинговое агентство) — организация, присваивающая кредитные рейтинги, которые показывают способность должника вернуть долг, своевременно уплачивая начисленные проценты, а также вероятность дефолта должника. Агентство может оценивать кредитоспособность эмитентов долговых обязательств, ценные бумаги и иные долговые инструменты, в некоторых случаях сервисных агентов, но при этом никогда не оценивает кредитоспособность физических лиц.
Кредитный рейтинг может присваиваться по:
- международной шкале — возможность международного сопоставления рейтингов;
- национальной шкале — возможность исключительно внутригосударственного сопоставления рейтингов.

Помимо кредитных рейтингов агентства могут присваивать и публиковать ESG рейтинги, рейтинги качества управления, надежности управляющих компаний и негосударственных пенсионных фондов и т. д.
Долговые инструменты, оцениваемые рейтинговыми агентствами, включают государственные, корпоративные и муниципальные облигации, депозитные сертификаты, привилегированные акции и структурированные финансовые продукты, такие как ипотечные ценные бумаги и обеспеченные долговые обязательства.
Эмитентами обязательств или ценных бумаг могут быть фирмы, компании специального назначения, администрации регионов и муниципалитетов, некоммерческие организации, а также суверенные государства. Наличие кредитного рейтинга способствует более активному обращению ценных бумаг на вторичном рынке. В свою очередь это влияет на процентную ставку, уплачиваемую по ценной бумаге, а при наличии высокого рейтинга позволяет выпускать бумаги с более низкими процентными ставками. При этом кредитоспособность физических лиц оценивается не рейтинговыми агентствами, а бюро кредитных историй, которые выпускают соответствующие отчеты на основе кредитного скоринга.
Ценность кредитных рейтингов для ценных бумаг активно оспаривается. Сотни миллиардов ценных бумаг[уточнить], которые получили от рейтинговых агентств высочайшие рейтинги, были обесценены до мусорного уровня в течение финансового кризиса 2007-2008 гг. При этом снижение ранее присвоенных рейтингов в рамках Европейского долгового кризиса 2010-2012 гг. было раскритиковано официальными лицами Европейского союза как действие, способствующее усугублению кризиса.
Присвоение кредитных рейтингов является высококонцентрированной отраслью. «Большая тройка» международных рейтинговых агентств контролирует примерно 95 % глобального рейтингового бизнеса. На Moody's Investors Service и Standard & Poor's вместе приходится 80% мирового рынка, на Fitch Ratings - еще 15%.
На начало 2017 года в  мире существовало около 100 рейтинговых агентств.

## Международные агентства
«Большая тройка» международных рейтинговых агентств:
- Standard & Poor's
- Moody’s
- Fitch Ratings

Прочие:
- Universal Credit Rating Group[англ.]  — создано в 2013 году тремя рейтинговыми агентствами - из России (Рус-Рейтинг ), Китая (Dagong Global Credit Rating ) и США (Egan-Jones Ratings Company[англ.] );
- Scope Group .

## Кредитные рейтинговые агентства в России
Деятельность кредитных рейтинговых агентств в России регулируется законом № 222-ФЗ от 17 июля 2015 года. Рейтинговой деятельностью в РФ могут заниматься только организации, аккредитованные Банком России. При Банке России в 2015 году был создан Экспертный совет по вопросам деятельности рейтинговых агентств.

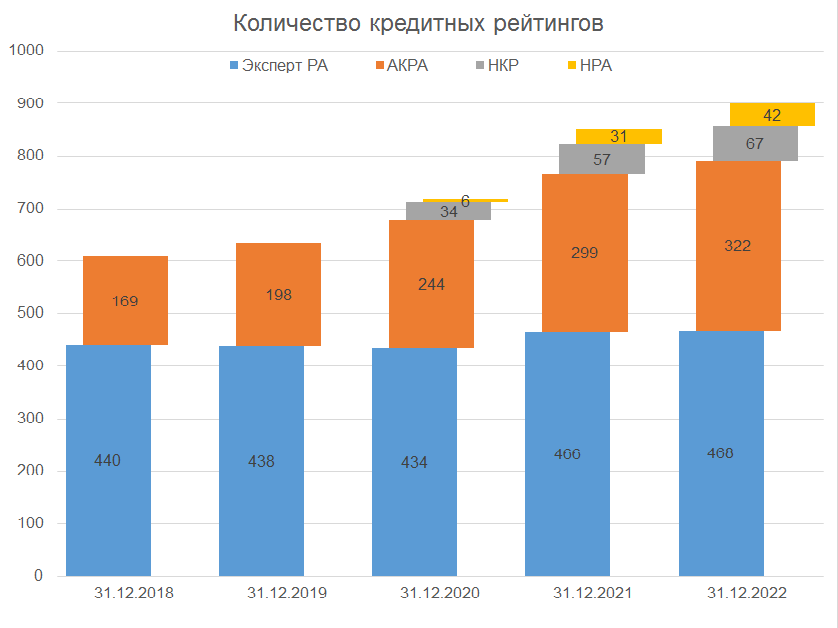
Количество кредитных рейтингов у российских рейтинговых агентств, по годам (данные Банка России)

В марте 2023 года Банк России опубликовал обзор рынка рейтинговых услуг в России. Согласно этому обзору, за 2020-22 годы количество действующих кредитных рейтингов выросло с 1489 до 1774 (более чем на 19 %). Количество новых рейтингуемых лиц, впервые получившие рейтинги российский рейтинговых агентств в 2022 году увеличилось на 110, эмиссий - на 132. Общее число рейтингуемых лиц выросло за 2022 год на 25 %, эмиссий - на 13 %. Подавляющее большинство рейтингуемых лиц в 2022 году выбирали одно из двух агентств — «Эксперт РА» (52 % общего количества) или АКРА (36 %).
Таблица 1.

Основные показатели деятельности российских аккредитованных рейтинговых агентств (по данным ЦБ РФ, конец 2022 года)
| Показатель деятельности                    | Эксперт РА | АКРА | НРА | НКР |
| ------------------------------------------ | ---------- | ---- | --- | --- |
| Количество присвоенных кредитных рейтингов | 468        | 322  | 42  | 67  |
| ESG рейтинги                               | 12         | 12   | 5   | 1   |
| «Зелёные» облигации                        | 12         | 5    | -   | 1   |
| Социальные облигации                       | 11         | 2    | -   | -   |

Российские рейтинговые агентства не смогли в полной мере воспользоваться ситуацией на рынке, возникшей после ухода из России их конкурентов в 2022 году.  Общее число их клиентов выросло только на 5 % (до 757), а выручка — на 3,9 % (до 1,3 млрд руб.). Наибольшие темпы роста выручки показали НРА (+ 20,7 %, до 40,4 млн руб.), «Эксперт РА» (+ 5,6 %, до 648,1 млн руб.) и АКРА (+ 3 %, до 541,1 млн руб). При этом выручка НКР упала на 11,4 % и составила  67,7 млн руб. При этом годовая выручка всей российской рейтинговой отрасли в четыре-пять раз меньше стоимости услуг ушедшей с рынка «большой тройки» — S&P, Fitch и Moody's.

### Основные требования к рейтинговым агентствам
- запрещено отзывать рейтинги по национальной шкале для России на основании решений иностранных государств;
- отказать организации в присвоении рейтинга и отозвать рейтинг можно только по согласованным с Банком России основаниям;
- минимальный собственный капитал - 50 млн руб;
- независимость от политического и экономического влияния;
- предотвращение конфликта интересов.

Рейтинговым агентствам в России запрещено заниматься другой деятельностью, кроме:
- присвоения рейтингов и прочих оценок деятельности организаций;
- составление прогнозов конъюнктуры рынка;
- проведения оценок экономических тенденций;
- проведения анализа ценообразования и иная аналитическая деятельность;
- распространение данных.

«Большая тройка» агентств не была аккредитована в РФ и была вынуждена отозвать рейтинги российских организаций. ЦБ использует принцип «дедушкиной оговорки» и пока разрешает участникам рынка держать ценные бумаги с рейтингами от неаккредитованных агентств.

### Аккредитованные агентства
С июля 2017 года в РФ для регуляторных целей принимаются только рейтинги от рейтинговых агентств, получивших аккредитацию при Банке России. Около трёх лет аккредитованными были только АКРА (получило аккредитацию в августе 2016 года) и «Эксперт РА» (в декабре 2016). В сентябре 2019 аккредитацию получили также «Национальное рейтинговое агентство» (НРА) и «Национальные кредитные рейтинги (НКР)». В списке аккредитованных рейтинговых агентств, опубликованном ЦБ РФ а июле 2021 года, фигурировали эти же четыре агентства, они же вошли в обзор рынка рейтинговых услуг Банка России по итогам 2022 года.
В июле 2024 года Банк России объявил о планах создания общедоступного рейтингового репозитария - платформы, на которой будут собраны все рейтинговые оценки компаний и организаций, а также выпущенных облигаций, присвоенные четырьмя российскими рейтинговыми агентствами – АКРА, «Эксперт РА», НРА и НКР. В августе того же года рейтинговый репозитарий Банка России начал работать.

## Рейтинговые методологии
Для каждого вида объектов рейтингования российские рейтинговые агентства, согласно ст.12 Федерального закона «О деятельности кредитных рейтинговых агентств в Российской Федерации» от 13.07.2015 N 222-ФЗ разрабатывают и утверждают методологии рейтингования, которым должны следовать в своей работе. Методологии разрабатываются методологическим комитетом агентства, согласовываются с Банком России и публикуются на сайте агентства. На конец 2022 года в РФ действовало 63 рейтинговые методологии.
Таблица 2. 
Действующие рейтинговые методологии у аккредитованных российских рейтинговых агентств (по данным ЦБ РФ, конец 2022 года)
| Объект рейтинга                                  | Эксперт РА (20) | АКРА (16) | НРА (11) | НКР (7) |
| ------------------------------------------------ | --------------- | --------- | -------- | ------- |
| Нефинансовые компании                            | ✔               | ✔         | ✔        | ✔       |
| Кредитные организации                            | ✔               | ✔         | ✔        | ✔       |
| Страховые компании                               | ✔               | ✔         | ✔        | ✔       |
| Лизинговые компании                              | ✔               | ✔         | ✔        | ✔       |
| Финансовые компании                              | ✔               |           | ✔        | ✔       |
| Микрофинансовые организации                      | ✔               | ✔         |          |         |
| НПФ                                              | ✔               | ✔         |          |         |
| Международные кредитные организации              |                 | ✔         |          |         |
| Регионы                                          | ✔               | ✔         | ✔        |         |
| Холдинговые компании                             | ✔               |           | ✔        |         |
| Проектные компании                               | ✔               |           | ✔        |         |
| Факторинговые компании                           | ✔               |           |          |         |
| Депозитарии                                      | ✔               |           |          |         |
| Региональные гарантийные организации             | ✔               |           |          |         |
| Компании иностранных государств                  | ✔               | ✔         |          |         |
| Долговые инструменты                             | ✔               | ✔         | ✔        | ✔       |
| Структурированное финансирование                 | ✔               | ✔         |          |         |
| Проектное финансирование                         |                 | ✔         | ✔        |         |
| Переупаковка требования по долговым инструментам | ✔               | ✔         |          |         |
| Внешняя поддержка                                | ✔               | ✔         | ✔        | ✔       |
| Сопоставление / перевод                          | ✔               | ✔         |          |         |
| Прочее                                           | ✔               | ✔         |          |         |

## Рейтинговая шкала
Хотя у разных агентств обозначения рейтинга несколько отличаются, как правило, самый высокий рейтинг — «ААА». Затем по убывающей: «АА», «А», «ВВВ» и т. д. Самый низкий кредитный рейтинг обычно обозначается буквой «D» (дефолт — неплатежеспособность компании).
Рейтинги, находящиеся в диапазоне от «ААА» до «ВВВ», считаются инвестиционными, последующие — неинвестиционными, «мусорными» (junk grade). Компаниям с неинвестиционными рейтингами приходится платить по кредитам более высокие проценты, а у инвестиционных и пенсионных фондов есть правила, регламентирующие количество денег, которое они могут вкладывать в «мусорные» бумаги.

## Прогнозы
Рейтинговые агентства помимо собственно рейтинга страны или корпорации формулируют прогноз его развития/изменения на срок от одного месяца до полугода.
«Позитивный» прогноз подразумевает, что есть вероятность положительных изменений, а рейтинг в будущем может повыситься.
«Стабильный» — вероятность отрицательных перемен мала, вероятно, рейтинг останется неизменным.
«Негативный» — высока вероятность отрицательных изменений, рейтинг может быть понижен.